# The Pictorial Key to the Tarot
The Pictorial Key to the Tarot (en català, La clau pictòrica del tarot) és una guia endevinatòria del tarot (en la seva vessant cartomàntica), amb text d'A. E. Waite i il·lustracions de Pamela Colman Smith publicada conjuntament amb la baralla del tarot Rider-Waite. La versió il·lustrada (publicada el 1910 i datada el 1911) es publicà arrel de l'èxit de la baralla i el text de Waite La clau del tarot (de 1909 i sense il·lustrar).
Tant Waite com Smith eren membres de l'Orde Hermètic de l'Alba Daurada. Waite estava molt preocupat per la precisió dels símbols utilitzats per a la baralla i va investigar molt les tradicions, les interpretacions i la història que hi havia darrere de les cartes.
El llibre consta de tres parts:
1. Part I, "El vel i els seus símbols", és una breu visió general dels símbols tradicionals associats a cada carta, seguida de la història del Tarot. Waite hi rebutja la creença que el tarot era d'origen egipci, per considerar-la infundada i assenyala que no hi ha proves de les cartes abans del segle XV.
2. Part II, "La doctrina del vel", conté 78 làmines en blanc i negre de les il·lustracions d'Smith per a la baralla Rider-Waite i una discussió sobre els símbols únics escollits per a cada carta. Waite recorre al tarot anterior de l'ocultista francès Eliphas Levi, conservant de vegades els seus canvis de la baralla tradicional (com passa amb la carta el Carro, en la qual Waite i Levi dibuixen amb dues esfinx, en lloc de cavalls) i criticant-lo en altres ocasions (igual que amb la carta de l'Ermità, que Waite creia que Levi havia malinterpretat).
3. Part III, "Els mètodes exteriors dels oracles", es refereix a qüestions d'endevinació amb les cartes, inclosa una descripció de la tirada de la Creu Celta, que el llibre va ajudar a popularitzar.